# Falsche Scheibchenschnecke
Die Falsche Scheibchenschnecke (Hawaiia minuscula), auch Glashaus-Glanzschnecke genannt, ist eine in Nordamerika und im russischen Fernen Osten heimische Schnecken-Art der Kristallschnecken (Pristilomatidae) in der Unterordnung der Landlungenschnecken (Stylommatophora). Sie wurde inzwischen fast weltweit anthropogen verschleppt und kommt in Europa hauptsächlich in Gärten, Parks und Gewächshäusern vor.

## Merkmale
Das rechtsgewundene, recht kleine Gehäuse ist flach kegelförmig. In der Seitenansicht ist das Gewinde deutlich erhaben. Es hat eine Breite von 1,7 bis 2,5 mm und eine Höhe von 0,7 bis 1,2 mm. Es hat 3½ bis 4½ rasch und regelmäßig zunehmende Windungen. Die Oberseite der Windungen ist gut gerundet, die Naht ist tief. Die Unterseite der Windungen ist gerundet. Die Mündung ist in der direkten Aufsicht fast kreisrund, vom geringen Anschnitt der vorigen Windung abgesehen. Der Mundsaum ist einfach und spitz auslaufend. Die Fläche der Mündung steht nur wenig schief zur Windungsachse des Gehäuses. Auf der Oberseite ist der Mündungsrand leicht sattelförmig nach vorne gebogen. Der Nabel ist weit und tief. Er nimmt etwa ein Viertel bis ein Drittel des Durchmessers des Gehäuses ein. Im Nabel sind alle vorigen Windungen sichtbar. 
Die Schale ist fast farblos bis weißlich, und dünn und durchscheinend. Die Oberfläche ist sehr fein und unregelmäßig gestreift. Sie werden von deutlichen spiraligen Linien gekreuzt. Dies gibt der Oberfläche ein stumpf-seidiges, nicht glänzendes Aussehen.
Im zwittrigen Geschlechtsapparat ist der Samenleiter (Vas deferens) mäßig lang. Er dringt apikal in den spindelförmigen, langen Epiphallus ein. Der proximale Teil ist dick mit einer drüsigen Wand, der distale Teil ist schlanker mit einer muskulösen Wand. Der Penis ist vergleichsweise kleiner und kürzer als der Epiphallus. Dieser dringt subapikal in den Penis ein. Apikal befindet sich ein kleiner Blindsack (Caecum oder Flagellum), an dem der Penisretraktormuskel ansetzt. Intern besitzt der Penis lange, axial verlaufende Falten. Im weiblichen Trakt ist der freie Eileiter (Ovidukt) sehr kurz und von der perivaginalen Drüse umgeben. Auch die Vagina ist recht kurz. Der Stiel der Spermathek ist sehr lang und dünn, lediglich an der Basis dick angeschwollen. Die Blase ist länglich-birnenförmig und liegt der Eiweißdrüse (Albumindrüse) an.

## Ähnliche Art
Das Gehäuse der Falschen Scheibchenschnecke sieht dem der Weißen Scheibchenschnecke (Lucilla singleyana) sehr ähnlich. Im Allgemeinen ist aber die Oberfläche rauer (kräftigere Anwachsstreifen), die Schale ist dünner und die Naht ist tiefer, jeweils im Vergleich zur Weißen Scheibchenschnecke. Im Einzelfall können die beiden Arten aber nur durch eine Untersuchung des Genitalapparates und der Radula unterschieden werden. 

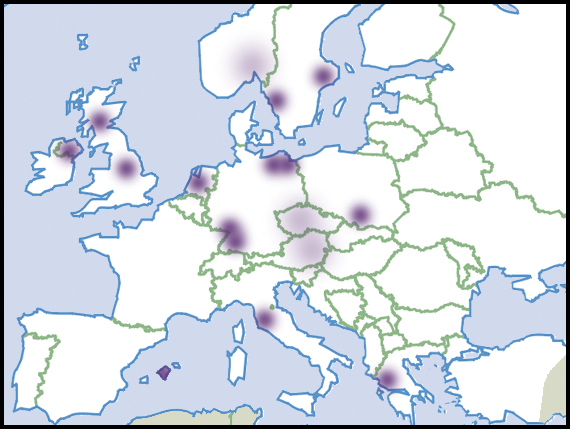
Vorkommen in Europa (nach Welter-Schultes, 2012)

## Geographische Verbreitung und Lebensraum
Das ursprüngliche Verbreitungsgebiet der Falschen Scheibchenschnecke ist Nordamerika und der russische Ferne Osten. Sie kommt dort in einer breiten Palette von Lebensräumen vor. In Europa wurde sie in Gewächshäusern in den Niederlanden, in Schweden, Deutschland, Polen, Tschechien, Slowakei, Österreich, Italien und Griechenland gefunden sowie auf den Britischen Inseln (England, Schottland und Irland).

## Taxonomie
Das Taxon wurde 1841 von Amos Binney erstmals als Helix minuscula nach Exemplaren aus Ohio  beschrieben. Schon im 19. Jahrhundert wurden Exemplare auf die Hawaii-Inseln (Kauaʻi) verschleppt, wo sie 1854 von Lovell Augustus Reeve erneut als Helix kawaiensis beschrieben wurde. Diese Art ist die formale Typusart der Gattung Hawaiia Gude, 1911. Da Helix kawaiensis Reeve, 1854 ein jüngeres Synonym von Helix minuscula Binney, 1841 ist, ist letztere Art die de facto Typusart von Hawaiia Gude, 1911. Das Taxon ist allgemein anerkannt.

## Gefährdung
Vollrath Wiese vermerkt für diese Art eine „Gefährdung unbekannten Ausmaßes“. Die IUCN bewertet dagegen die Bestandssituation dieser Art nicht.